# De honesta voluptate et valitudine

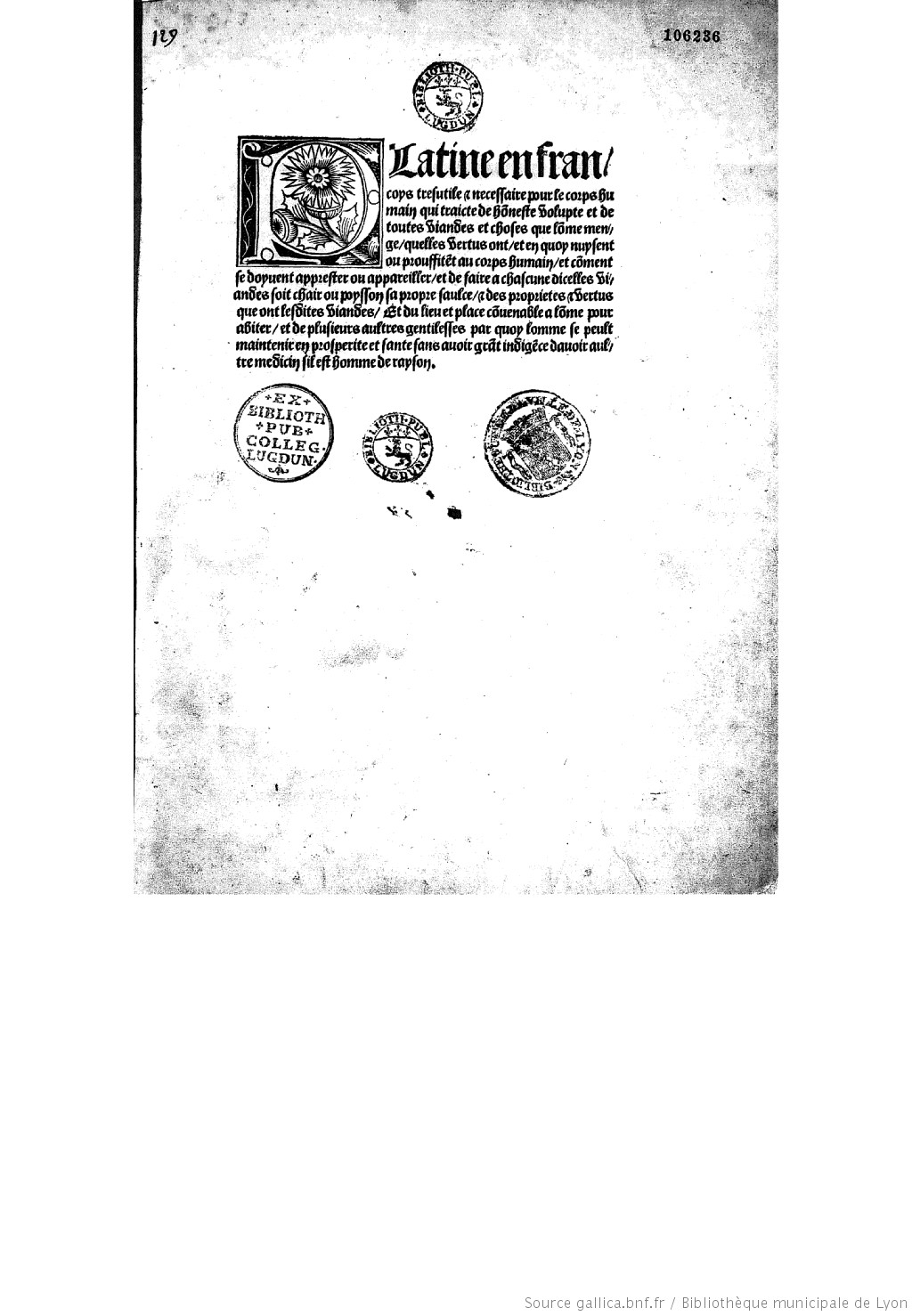
Édition de 1505, Bibliothèque municipale de Lyon

De honesta voluptate et valitudine (« à propos du plaisir et du bien-être honnêtes ») est un manuel, écrit par Bartolomeo Sacchi, dit Platina, et paru en 1472, consacré à l’hygiène de vie générale de l’homme. Il est connu pour être le premier livre de cuisine imprimé de l’histoire. En français, il est traduit sous le nom de « Platine en francoys », du nom de son auteur.
De honesta voluptate et valitudine, pour ce qui touche à la gastronomie, s’inspire en réalité des écrits de Maestro Martino, plus grand cuisinier de son temps, en reprenant les recettes du Libro de Arte Coquinaria.

## Le Platine en françois
La première traduction française de ce texte latin parue à Lyon en 1505 est due à un certain Desdier Christol, prieur de Saint-Maurice près de Montpellier.
Il s’est cependant pleinement approprié le Platine. Il a en effet supprimé et ajouté des rubriques, mais il a par-dessus tout significativement diminué le volume de recettes contenues dans la version originale. Là où l’original latin est rempli à presque 50% de recettes, le chiffre diminue à près de 30% dans la version française. Cela est expliqué par la portée du livre qui est différente :

« Platine en français, très utile et nécessaire pour le corps humain qui traite d’honnêtes voluptés et de toutes viandes et choses que l’homme mange, quelles vertus elles ont, et en quoi elles nuisent ou profitent au corps humain, et comment elles doivent être apprêtées ou appareillées, et de faire à chacune de ces viandes sa sauce propre, qu’elle soit chair ou poisson, et des propriétés et vertus qu’ont lesdites viandes. Et du lieu et place convenable à l’homme pour habiter, et de plusieurs autres gentillesses par lesquelles l’homme peut se maintenir en prospérité et en santé sans avoir besoin d’un autre médecin s’il est un homme de raison »

Le Platine en francoys place donc les vertus des aliments pour le corps humain au centre de ses réflexions sur la nourriture. Quand il s’agit d’aborder un aliment, il louera ses bienfaits ou critiquera ses effets négatifs ou dangereux sur l’organisme. Lorsqu’il s’agit d’aborder les modes de préparation, les recettes donc, il met souvent en avant ce que cette transformation peut apporter ou non d’un point de vue nutritionnel :

« La viande rôtie et frite est plus copieuse et rend la digestion plus difficile car elle est trop sèche et pas humide, mais la bouillie est plus humide et de meilleure digestion, pourvu qu’elle ne soit pas trop grasse, car, ainsi que nous l’avons dit, la rôtie vaut mieux que la bouillie »

Toutes ces considérations (pseudo)médicales s’inscrivent dans la tradition de la diététique hippocratique selon laquelle la digestion serait un processus de cuisson chargé de transformer les propriétés des aliments, classés selon quatre types, qui auront des impacts sur les quatre humeurs et quatre tempéraments humains. Galien augmentera ce modèle en y intégrant les notions de degrés. Les commentaires du Platine définissent les aliments selon ce modèle de Galien :

« La fleur dudit thym enveloppe et on la cueille pour plusieurs raisons ; et ils la font écher à l’ombre et puis la gardent ; laquelle selon Constantin est chaude et sèche au troisième degré, et est fort utile aux mélancoliques parce qu’elle purge la colère ; et on doit en prendre six onces avec du vin doux et un peu de sel ; et ne se doit pas simplement donner ; elle est bonne aussi a ceux qui ont mal de cœur et aux gens qui ont des problèmes de foie et de pouls »

Desdier Christol s’intéresse alors à la gastronomie en ce qu’elle participe à l’équilibre sanitaire général de l’homme. Si l’original latin intègre des commentaires sur les recettes ou sur les habitudes culinaires d’un point de vue diététique, Desdier Christol les intègre à une vision plus large de la santé humaine. Il donne des conseils sur le sommeil, sur la façon de prendre son bain, sur la sexualité, sur la pratique d’un exercice physique, etc.